# Aeroportul Tata
Aeroportul Tata (IATA: LEK, ICAO: GULB) este un aeroport din Regiunea Labé, Guineea ce deservește zona Labé.
Situat la o altitudine de 1.035 m, aeroportul dispune de o singură pistă.